# Opnamestudio
Een opnamestudio is een ruimte die speciaal geschikt is gemaakt om muziek op te nemen. In een opnamestudio heeft men een studioruimte waar de muzikanten spelen en in een tweede ruimte de controlekamer. Tussen de controlekamer en de studio is vaak een geluiddicht raam. Er kan ook een gewone muur tussen zitten. Het contact tussen de controlekamer en de studio vindt dan plaats via twee videoschermen in plaats van via een raam, één in de controlekamer en één in de studio.
In deze controlekamer luistert men via de mengtafel en studiomonitoren (hoge kwaliteit speakers die een zeer vlakke weergave geven van het signaal dat ze aangeleverd krijgen) de muziek terug. De controlekamer staat vol met apparatuur om muziek te registreren. Sommige studio's hebben meerdere compartimenten zodat de muziek gescheiden kan worden opgenomen.

## Constructie
Om de ruimte geluidsdicht te maken en geluidsoverdracht tussen de controlekamer en opnameruimte te voorkomen en 'geluidsvervuiling' van buitenaf tegen te gaan wordt er meestal gebruik gemaakt van zogenaamde doos in doos-constructies waarbij de ruimtes akoestisch zijn losgekoppeld van het gebouw waarin ze staan en ook geen fysiek contact met elkaar hebben. 
Het tussenliggende raam bestaat eigenlijk uit twee dicht bij elkaar geplaatste ramen die ieder in de wand van zo’n "doos" zijn geplaatst. Ieder van deze twee ramen bevat twee lagen glas van een verschillende dikte. Het dikkere glas heeft daardoor andere resonantie-frequenties dan het dunnere glas waardoor ze de resonantie niet van elkaar overnemen. Ook wordt het raam in een van de ruimtes schuin ten opzichte van het andere raam geplaatst. Hierdoor kan er geen staande frequentie tussen beide ramen ontstaan.

### Akoestiek
In een ideale studio staan de wanden niet recht tegenover elkaar. Op deze manier worden flutter-echo (een reeks snel stuiterende echo’s) en staande frequenties die een overmatige aanwezigheid van een bepaalde toonhoogte veroorzaken voorkomen. De de minst ideale studio is kubus-vormig. De staande frequentie zullen dan in alle richtingen dezelfde zijn en nog sterker aanwezig zijn. Ook een ruimte met de vorm van een dubbele kubus is niet ideaal. Wanneer de studio balk-vormig is is het beter als de lengte, diepte en hoogte maten verschillend zijn en geen verdubbeling van elkaar zijn. In een balkvormige studio is akoestische behandeling met diffusors belangrijk. Deze reflecteren het geluid in andere richtingen waardoor staande frequenties worden verzwakt. Om de hoeveelheid reflecties en daarmee natuurlijke galm en/of echo te beheersten kunnen geluidsabsorberende materialen worden gebruikt. In sommige studio’s hebben ze platen aan de wand hangen die aan de ene kant absorberend zijn en aan de andere zijde reflecterend. Zodoende kan men de akoestiek in de ruimte naar smaak beïnvloeden.

## Digitalisering
Sinds midden jaren 80 is in de studiowereld de digitalisering ingezet. Het begon met digitale effecten die nog als aparte units in de studio aanwezig waren. Vervolgens kwam de digitale bandrecorder, die de ouderwetse analoge recorder verving. Die digitale bandrecorder werd met de komst van meer opslagcapaciteit op harde schijven dan banden door de harddiskrecorder vervangen, de mengtafel werd door een digitale versie vervangen en uiteindelijk verdween de hele studio in de computer en werd alle externe apparatuur op de voorversterkers en de audiointerface en afluisterapparatuur na in principe overbodig. Alles wordt opgenomen en bewerkt in een zogenaamde daw (digital audio workstation), dat een computerprogramma is. Hiermee kunnen tevens opnames worden teruggeluisterd ter controle, zodat er als het nodig is meteen een nieuwe opname kan worden gemaakt. De oude opname kan dan worden gewist.